# Портадаун (футбольний клуб)
«Портадаун» (англ. Portadown) — північноірландський футбольний клуб із однойменного міста, заснований 1924 року. Виступає у північноірландській прем'єр-лізі.

## Досягнення
Чемпіонат Північної Ірландії:
- Чемпіонат (4): 1989/90, 1990/91, 1995/96, 2001/02

Кубок Північної Ірландії:
- Володар кубка: 1990/91, 1998/99, 2004/05

Кубок Ліги:
- Володар кубка (2): 1995/96, 2008/09

Суперкубок Північної Ірландії:
- Володар кубка (1): 1999

Золотий Кубок: 6
- 1933/34, 1937/38, 1952/53, 1971/72, 1978/79, 1992/93

Кубок Ольстера: 2
- 1990/91, 1995/96

Floodlit Cup: 3
- 1990/91, 1992/93, 1994/95

Кубок Всієї Ірландії: 1
- 1973/74

Кубок Тайлер: 1
- 1977/78

Середній Ольстер: 21
- 1898/99, 1899/00, 1902/03, 1905/06, 1907/08, 1909/10, 1931/32, 1933/34, 1960/611, 1962/631, 1964/651, 1969/701, 1980/81, 1981/82, 1982/83, 1992/93, 1993/94, 1994/95, 1997/98, 2001/02, 2002/03

1Переміг дубль

## Виступи в єврокубках
| Сезон   | Змагання                     | Раунд | Суперник          | Вдома | На виїзді | В сукупності |  |
| ------- | ---------------------------- | ----- | ----------------- | ----- | --------- | ------------ |  |
| 1962–63 | Кубок володарів кубків       | 1Р    | ОФК Белград       | 3–2   | 1–5       | 4–7          |  |
| 1974–75 | Кубок УЄФА                   | 1Р    | Валюр             | 2–1   | 0–0       | 2–1          |  |
| 1974–75 | Кубок УЄФА                   | 2Р    | Партизан          | 1–1   | 0–5       | 1–6          |  |
| 1990–91 | Кубок Європейських чемпіонів | 1Р    | Порту             | 1–8   | 0–5       | 1–13         |  |
| 1991–92 | Кубок Європейських чемпіонів | 1Р    | Црвена Звезда     | 0–4   | 0–4       | 0–8          |  |
| 1992–93 | Кубок УЄФА                   | 1Р    | Стандард          | 0–0   | 0–5       | 0–5          |  |
| 1994–95 | Кубок УЄФА                   | ПР    | Слован Братислава | 0–2   | 0–3       | 0–5          |  |
| 1996–97 | Кубок УЄФА                   | ПР    | Воєводина         | 0–1   | 1–4       | 1–5          |  |
| 1999–00 | Кубок УЄФА                   | КР    | ЦСКА Софія        | 0–3   | 0–5       | 0–8          |  |
| 2002–03 | Ліга чемпіонів               | 1КР   | Білшина           | 0–0   | 2–3       | 2–3          |  |
| 2003–04 | Кубок УЄФА                   | КР    | Мальме            | 0–2   | 0–4       | 0–6          |  |
| 2004–05 | Кубок УЄФА                   | 1КР   | Жальгіріс         | 2–2   | 0–2       | 2–4          |  |
| 2005–06 | Кубок УЄФА                   | 1КР   | Вікінг            | 1–2   | 0–1       | 1–3          |  |
| 2006–07 | Кубок УЄФА                   | 1КР   | Каунас            | 1–3   | 0–1       | 1–4          |  |
| 2010–11 | Ліга Європи                  | 1КР   | Сконто            | 1–1   | 1–0       | 2–1          |  |
| 2010–11 | Ліга Європи                  | 2КР   | Карабах           | 1–2   | 1–1       | 2–3          |  |
| 2012–13 | Ліга Європи                  | 1КР   | Шкендія           | 2–1   | 0–0       | 2–1          |  |
| 2012–13 | Ліга Європи                  | 2КР   | Славен Белупо     | 2–4   | 0–6       | 2–10         |  |

## Гравці клубу
- Річард Кларк